# Ctenus tumidulus
Ctenus tumidulus este o specie de păianjeni din genul Ctenus, familia Ctenidae. A fost descrisă pentru prima dată de Simon, 1887.
Este endemică în Myanmar. Conform Catalogue of Life specia Ctenus tumidulus nu are subspecii cunoscute.